# Cabralia
Cabralia là một chi bướm đêm thuộc họ Erebidae.